# Arcidiecéze Huancayo
Arcidiecéze Huancayo (latinsky Archidioecesis Huancayensis) je římskokatolická metropolitní arcidiecéze na území peruánského regionu Junín se sídlem ve městě Huancayo, kde se nachází katedrála Nejsv. Trojice. Současným arcibiskupem je od roku 2004 kardinál Pedro Barreto.

## Církevní provincie
Jde o metropolitní arcidiecézi, jíž jsou podřízena tato sufragánní biskupství:
- Diecéze Huánuco
- Diecéze Tarma

## Stručná historie
Diecéze byla v Huancayu založenav roce 1944 , původně byla sufragánní vůči limské arcidiecézi, v roce 1966 byla povýšena na metropolitní arcidiecézi.